# 戸井町
戸井町（といちょう）は、北海道南部、渡島支庁（現：渡島総合振興局）管内の亀田郡にあった町。渡島半島の南東部に位置し、2004年（平成16年）12月1日に同じく渡島半島南東部の亀田郡恵山町、椴法華村、茅部郡南茅部町とともに函館市に編入された。編入以降は函館市戸井支所管内に相当する。
漁業が盛んであり、松前藩領であった江戸時代にはすでに昆布の産地として知られていた。地理の面では町内の汐首岬が北海道－本州間が最短距離となる地点にあたり、本州側地点の大間崎までは17.5kmと晴天時には視認が可能な距離にある。その距離の近さから、戦前に建設が始まった函館から戸井町に至る鉄道省戸井線（未成線）を利用してのちに津軽海峡経由して大間町との間を鉄道で結ぶ青函トンネル東ルート計画案があったが、実現しなかった。道路についても津軽海峡大橋計画が存在したが、戸井町時代には実現しなかった。
町名の由来はアイヌ語のチ・エ・トイ・ペッ（「食べる土のある所」の意）とする説や、「土・ある・所」を意味するトイ・オ・イが転訛したとする説、トヨイ（単に「土」の意）とする説などがある。

## 地理
現在の渡島総合振興局管内中部に位置し、函館市東部（旧・銭亀沢村、現・銭亀沢支所）に隣接していた。北部は200m級の山間になっており、南部は国際海峡である津軽海峡に面し、下北半島に対する。その距離は約17.5km（汐首岬－大間崎間）で北海道－本州間の最短地点である。かつては和人地の境界で、汐首岬以西が和人地、以東が蝦夷地であった。

### 山・河川・岬
山・河川の名称は函館市戸井支庁発行の資料による。
- 山
  - 気無山 (415m)、笹積山 (367m)、釜谷富士岳 (228m)
- 河川
  - 二級河川：戸井川、原木川、熊別川
  - 準用河川・普通河川：運賀川、蛯子川、小安川、金掘川、シンタ川、高屋敷川、抜石川、左股沢川
- 岬
  - 汐首岬、日浦岬

### 隣接していた自治体
- 渡島支庁
  - 函館市
  - 亀田郡恵山町

## 歴史

### 縄文時代
戸井町における人の集住の痕跡は縄文時代早期（約10,000〜7,000年前）まで遡ることが可能であり、最も早い時期の遺跡として推定されているのが蛯子川1遺跡である。後期の遺跡としては戸井貝塚があり、骨角器や貝製の腕輪、舟型を模した土製品などが出土している。獣骨は陸上動物ではエゾシカ、ヒグマの、水棲生物ではオットセイ、トド、イルカのものが発掘されているほか、貝類ではタマキビやムラサキインコが発掘されている。特にこれらの貝は岩礁に棲息するため、当時から戸井町一帯の海岸線が岩礁性のあるものだったことがうかがわれる。戸井貝塚の出土品の一部は函館市戸井西部総合センターに収蔵されている。

### 中世
1968年（昭和43年）に戸井町役場を建設する際の発掘調査で、かつて同地に館（戸井館）が築かれていたことが分かった。14世紀後半に築かれた岡部季澄の館とみられ、1457年のコシャマインの戦い以前には落ちていたものと考えられている。
また、戸井町で出土し北海道の有形文化財に指定されている「戸井町板碑」も14世紀ごろのものと推定されている。

### 江戸時代
慶長9年（1603年）に松前藩にアイヌとの交易独占権が徳川家康から認められて以降、しばらくはアイヌが和人地である松前城下を訪れる形での交易が行われていた。しかし1630年代に入って江戸幕府が和人地とアイヌの居住する蝦夷地とを明確に分離する意向を示すようになると、支配者となった松前藩により和人地と蝦夷地の境界が各地に引かれ、往来を監視する番所が設けられるようになった。また交易は「商場」と呼ばれる区域のみで認められ、松前藩がこれを独占し、交易権を家臣に与えることで知行の代わりとした（商場知行制）。商場の経営は18世紀前半から商人が手数料を取って代行するようになり、商場は「場所」へ、商場知行制は場所請負制へ変容していった。
こうして松前藩による支配が渡島半島一帯に拡大していく中、のちの戸井町域にも小安場所（おやすばしょ）や戸井場所が置かれた。これらは戸井町とともに函館市に編入された恵山町・椴法華町・南茅部町にあたる区域に置かれた尻岸内・尾札部・茅部・野田追の各場所とともに箱館六箇場所（箱館六ヶ場所）と呼ばれ、主に箱館の商人によって請け負われ、のちの戸井町域と箱館とを交易で結びつける契機となった。
また和人地と蝦夷地との境界線は、まず1590年に松前藩主の松前慶広（蠣崎氏第6代当主・松前氏初代当主）によって汐首岬に引かれ、これより西を和人地、東を蝦夷地とした。18世紀には戸井町汐首から蓬内川にかけての地区に引かれており、時代を経るにつれ次第に東へ移動していった。元禄13年（1700年）の『松前島郷帳』（ウィキクォート版）では「汐くび村」までを、享保12年（1727年）の『松前西東在郷並蝦夷地所附』では「勢多羅」（瀬田来）までを松前東在郷としており、特に後者では東蝦夷地の記載を「志ツガ崎」（現在地不明）と「与茂木内」（蓬内）から始めている。また18世紀後半、天明6年（1786年）の『蝦夷拾遺』では松前在南東の村々として「小安」「世多良」（瀬田来）までを挙げており、東蝦夷地を「トイ」（戸井。「運上ヤ一戸世多良村ト境ヲ接ス」の割注あり）から始めている。さらに寛政3年（1791年）に戸井周辺を訪れた菅江真澄の「えぞのてぶり」にも、汐首岬周辺が境界であったとする記述がある。
寛政11年（1799年）、戸井を含む東蝦夷地は天領（幕府直轄領）とされた。

### 明治時代から戦前期
明治2年5月18日（グレゴリオ暦1869年6月27日）に五稜郭の開城で箱館戦争（戊辰戦争）が終結すると、同年8月15日（1869年9月20日）には北海道にも大宝律令にならった国郡里制が施行、渡島国茅部郡・亀田郡を含む11国86郡が置かれ、戸井村はこの際に置かれた茅部郡の所属となった。1879年（明治12年）には郡区町村編制法が施行され、茅部郡・亀田郡ともにこんにちまで続く行政区画として新たに茅部郡・亀田郡となった。この年、西部の小安村と東部の戸井村の間に「戸井村外一村戸長役場」が置かれている。1881年（明治14年）、戸井村・小安村の所属は茅部郡から亀田郡に変更された。
1902年（明治35年）4月1日、二級町村制の施行により亀田郡戸井村・小安村が合併、改めて戸井村となる。さらに1919年（大正8年）4月1日には一級町村制が施行された。この間、1910年（明治43年）には湯川（現：函館市）との間に馬車の運行が始まった。
戦前には汐首岬に津軽海峡防衛のための汐首岬砲台（津軽要塞の一部）が設置されており、1937年（昭和12年）には要塞への輸送力確保要請をうけ、戸井線が着工された。しかし太平洋戦争の戦局悪化により1943年（昭和18年）に敷設が中断すると、戦後になっても開通されることなく未成に終わった。

### 戦後から平成
戸井村には1953年（昭和28年）に戸井村立戸井高等学校（のちの北海道戸井高等学校）が開校し、1955年（昭和30年）には人口が8,041人に達した。1968年（昭和43年）10月1日に町制を施行、戸井町となった。1971年（昭和46年）には東日本フェリーが北海道－本州の最短距離区間である戸井－大間間にフェリーの運航を開始し、これを契機に同1971年に戸井町は青森県下北郡大間町と姉妹町の関係を締結することとなった（詳細は「#姉妹都市」節を参照）。
平成の世となった1998年（平成10年）には開基130周年を迎えたが、2000年（平成12年）には町内の人口が最盛期（1955年）の半分以下となる3,893人まで減少、少子高齢化社会の進展で行政運営は財政的に厳しさを増し、周辺自治体との合併を模索するようになる。折しもこの時期は、1999年（平成11年）の（旧）市町村の合併の特例に関する法律の改正により市町村合併が全国的に進展する、いわゆる平成の大合併の時期であった。さらに2000年9月には北海道庁から「北海道市町村合併推進要綱」が発表され、渡島支庁（当時）地域での合併案が示された。この際第1案として示されたのが、のちに実現する「函館市・戸井町・恵山町・椴法華村・南茅部町」の1市3町1村での合併である。この他第2案として、戸井町には函館市・亀田郡上磯町・大野町・七飯町の1市4町での合併案も示されていた（その後上磯町・大野町は2006年（平成18年）に合併し北斗市となっている）。
合併協議が本格化したのは2003年（平成15年）に入ってからで、先述の北海道市町村合併推進要綱で第1案として示された（旧）函館市・恵山町・椴法華村・南茅部町の枠組みが選択された。まず2月17日に「函館市・戸井町・恵山町・椴法華村・南茅部町市町村合併調査室」が設置されると、4月21日に「函館市・戸井町・恵山町・椴法華村・南茅部町市町村合併研究部会」が、次いで7月31日に第1回「函館市・戸井町・恵山町・椴法華村・南茅部町任意合併協議会」が開催され、協議会は計3回重ねられた。9月に入るとまず恵山町議会が16日に合併協議会の設置を可決したのを皮切りに、椴法華村（17日）、戸井町（24日）、南茅部町（25日）、（旧）函館市（26日）と各市町村議会で順次設置が可決され、9月29日に「函館市・戸井町・恵山町・椴法華村・南茅部町合併協議会」（以下、「合併協議会」）が設置されるにいたった。
合併協議会は2003年9月30日の第1回に始まり同年中に第4回までが開催、翌2004年（平成16年）11月4日の第9回まで行われた。その間2004年3月29日の第7回協議会で同年12月1日を合併期日とする合併計画が決定、翌月4月23日には函館市内で合併協定調印式が挙行された。11月10日、（旧）函館市への編入に関する総務省告示第879号が告示され、2004年（平成16年）12月1日、告示の処分の発効により戸井町を含む3町1村は（旧）函館市へ編入、ここに改めて函館市が誕生し、戸井町としての歴史に幕を下ろした。
- 2003年（平成15年） - 戸井町と（旧）函館市・恵山町・椴法華村・南茅部町の合併協議が本格化。
  - 2月17日 - 上掲5市町村の首長協議により「函館市・戸井町・恵山町・椴法華村・南茅部町市町村合併調査室」が設置[21]。
  - 4月21日 - 「函館市・戸井町・恵山町・椴法華村・南茅部町市町村合併研究部会」が設置[21]。
  - 7月31日 - 第1回「函館市・戸井町・恵山町・椴法華村・南茅部町任意合併協議会」が開催（計3回開催）[21]。
  - 9月16日〜9月26日 - 6市町村議会が順次合併協議会の設置議案を可決[21]。
  - 9月29日 - 「函館市・戸井町・恵山町・椴法華村・南茅部町合併協議会」（以下、「合併協議会」）が設置[21]。
  - 9月30日 - 第1回合併協議会が開催[21]。以後年内に第4回まで開催される[22]。
- 2004年（平成16年）
  - 4月23日 - 函館市内で合併協定調印式が挙行される[24]。
  - 11月4日 - 最後となる第9回合併協議会が開催[22]。
  - 12月1日 - 函館市に編入[19]。

## 人口
総務省統計局の国勢調査による、函館市への編入（2004年）以前の旧戸井町域人口変動（※2004年以外は各年10月時点、2004年のみ2月時点）。
| \| 1955年（昭和30年） \| 8,041人 \| \| \| 1960年（昭和35年） \| 7,417人 \| \| \| 1965年（昭和40年） \| 6,780人 \| \| \| 1970年（昭和45年） \| 6,631人 \| \| \| 1975年（昭和50年） \| 5,733人 \| \| \| 1980年（昭和55年） \| 5,453人 \| \| \| 1985年（昭和60年） \| 5,164人 \| \| \| 1990年（平成2年） \| 4,667人 \| \| \| 1995年（平成7年） \| 4,227人 \| \| \| 2000年（平成12年） \| 3,893人 \| \| \| 2004年（平成16年） \| 3,874人 \| \| |         |  |
| |         |  |
| 1955年（昭和30年） | 8,041人 |  |
| 1960年（昭和35年） | 7,417人 |  |
| 1965年（昭和40年） | 6,780人 |  |
| 1970年（昭和45年） | 6,631人 |  |
| 1975年（昭和50年） | 5,733人 |  |
| 1980年（昭和55年） | 5,453人 |  |
| 1985年（昭和60年） | 5,164人 |  |
| 1990年（平成2年） | 4,667人 |  |
| 1995年（平成7年） | 4,227人 |  |
| 2000年（平成12年） | 3,893人 |  |
| 2004年（平成16年） | 3,874人 |  |

## 経済
漁業・養殖が盛んで、コンブ・マグロ・ウニ・タコ・カレイが水揚金額の上位5位を占める。2001年（平成13年）の北海道水産現勢では戸井町の漁獲高は約31.2億円にのぼり、これは恵山町とともに同年の（旧）函館市の漁獲高（71.8億円）の約4割弱に相当した。かつてはイワシも盛んに獲られ、鰊御殿ならぬ「鰮御殿」が立ち並んだ。

### 漁業
- 小安漁港
- 釜谷漁港
- 汐首漁港
- 戸井漁港

## 姉妹都市
- 青森県下北郡大間町（1971年（昭和46年）締結）

北海道－本州間の最短距離は17.5 kmで、北海道側の基準点が戸井町汐首岬に、本州側の基準点が津軽海峡の対岸である青森県大間町の大間崎にあり、晴れた日には大間町を視認できる。1971年（昭和46年）に両町間のフェリー航路が開設されたのを契機として同年に姉妹町となり、戸井町が函館市に編入され戸井支所となって以降も、地区の文化祭や音楽祭、駅伝大会などで交流が続けられている。

## 地域

### 字名
字名、郵便番号ともに函館市編入以前までのもので、編入以降のものとは一部異なる。
- 小安町（おやすちょう） - 〒041-0251
- 小安山（おやすやま）
- 釜谷町（かまやちょう） - 〒041-0252
- 汐首町（しおくびちょう） - 〒041-0301
- 瀬田来町（せたらいちょう） - 〒041-0302
- 弁財町（べんざいちょう） - 〒041-0303

- 泊町（とまりまち） - 〒041-0304
- 館町（たてまち） - 〒041-0305
- 丸山（まるやま） - 〒041-0306
- 浜町（はまちょう） - 〒041-0311
- 二見町（ふたみちょう） - 〒041-0312
- 原木町（はらきちょう） - 〒041-0313

二見町については函館市に編入され町名として整理される際、同じく編入された南茅部町双見町と読みが重複するため「新二見町」となった。また末尾に「町」の付かなかった小安山・丸山についてはそれぞれ「町」を付した「小安山町」（おやすやまちょう）、「丸山町」（まるやまちょう）に変更されている。

### 教育
- 高等学校
  - 北海道戸井高等学校 - 2015年（平成27年）3月31日に閉校
- 中学校
  - 戸井町立潮光中学校 - 1952年（昭和27年）に戸井町立汐首中学校と戸井町立小安中学校を統廃合して設立[19]。現・函館市立潮光中学校
  - 戸井町立日新中学校 - 現・函館市立日新中学校
- 小学校
  - 戸井町立戸井西小学校 - 1998年（平成10年）に戸井町立汐首小学校と戸井町立小安小学校を統廃合して設立[19]。現・函館市立戸井西小学校
  - 戸井町立日新小学校 - 現・函館市立日新小学校

## 交通

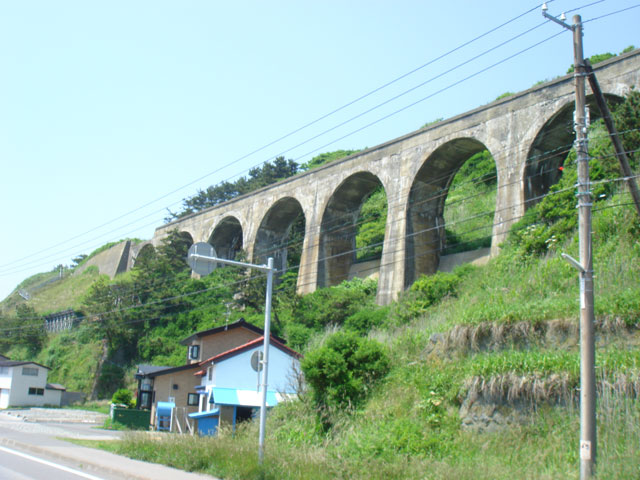
汐首岬灯台下の国道からアーチ橋を一望する

### 鉄道
2016年4月現在、旧町域に鉄道は敷設されていない。
大日本帝国陸軍津軽要塞汐首岬砲台への兵員および軍事物資輸送目的で、1937年（昭和12年）以降省線戸井線の建設が進められたが資材不足などで開業できず、1943年（昭和18年）以降工事は途絶し未成線となっている。汐首岬灯台付近に現存する戸井線のコンクリート製アーチ橋は北海道の産業遺産に指定されている。
鉄軌道の最寄り駅は函館市電湯の川電停。

### バス
大正期・昭和前期には既に複数の会社によって函館市街と戸井村とを結ぶ路線が運行されており、特に下海岸自動車は1932年（昭和7年）に湯川－椴法華間の約48kmにわたる乗合バス路線を開通させている。1942年（昭和17年）、太平洋戦争の戦局悪化に伴い「北海道における旅客自動車運輸事業統合要綱」が発表されると、下海岸自動車を含む函館地区（渡島・檜山支庁管内）のバス事業者14業者は新設される函館乗合自動車（現在の函館バス）へ統合された。1944年（昭和19年）6月には「旅客自動車運輸事業決戦非常措置」通知により、指定を受けたバス路線以外についてすべて休止するよう通知がなされたが、戸井村内を走行するバスについては2路線（連絡路線）が指定を受けていた（休止の対象外であった）ため村内バス路線の全滅は免れた。
2019年3月まで旧町域には函館バスによる路線バス7系統および下海岸線が運行されていたが、同年4月より90系統を設け、整理統合をした。

### フェリー
- 東日本フェリー
  - 戸井港－大間港（青森県大間町） - 昭和46年度運航開始。昭和51年度は運休したが昭和52年度より再開し、昭和55年度で運休[39]。

### 道路
- 一般国道
  - 国道278号（釜谷バイパス、戸井バイパスを含む）[6]
- 都道府県道
  - 北海道道970号蛾眉野原木線[6]

1993年（平成5年）に建設省（当時）の第11次道路整備5箇年計画を基に津軽海峡大橋構想が持ち上がると、戸井町は対岸の大間町とともに「本州・北海道連絡橋 大間・戸井ルート誘致推進協議会」を設立し、架橋に向けた活動を推し進めた。ルート案には未成に終わった鉄道省戸井線の経路に近い「下北ルート」（汐首岬－大間崎）と、現在の青函トンネル（北海道旅客鉄道（JR北海道）津軽海峡線）の経路に近い「津軽ルート」（白神岬－竜飛岬）の2案があったが、2015年（平成27年）現在いずれのルートも実現していない。
略年表
- 1970年（昭和45年）4月1日 - 町内を通る道道112号尾札部戸井函館線（当時）が国道278号に指定。
- 1973年（昭和48年） - 国道278号新日浦トンネルが開通[19]。
- 1987年（昭和57年） - 国道278号釜谷バイパスが開通[5][19]。
- 1996年（平成8年） - 国道278号戸井バイパスが開通[5][19]。

## 名所・旧跡・観光スポット・祭事・催事
- 汐首岬 （北海道と本州の最短地点、距離は17.5 km）
- 汐首岬灯台
- 戸井線コンクリートアーチ橋